# Центральний (бахш, шагрестан Шазанд)
Центральний (перс. مركزئ) — бахш в Ірані, в шагрестані Шазанд остану Марказі. За даними перепису 2006 року, його населення становило 61632 особи, які проживали у складі 16456 сімей.

## Дегестани
До складу бахша входять такі дегестани:
- Астане
- Кара-Кагріз
- Кугсар